# アンドレ・シュールレ
アンドレ・シュールレ（André Schürrle、1990年11月6日 - ）は、ドイツ・ルートヴィヒスハーフェン・アム・ライン出身の元サッカー選手。元ドイツ代表。現役時代のポジションはミッドフィールダー、フォワード。

## クラブ経歴

### マインツ
地元のルートヴィヒスハーフェナーSCでサッカーを始め、2006年に1.FSVマインツ05のユースチームに移籍。2009年8月7日のバイエル・レバークーゼン戦でプロデビューを果たし、9月11日のVfLボーフム戦で初ゴールを記録。一年目の2009-10シーズンから33試合に出場し5ゴールを挙げた。
2010年9月、翌シーズンからレバークーゼンでプレーすることが発表される。マインツでの2年目にして最後のシーズンとなった2010-11シーズンは34試合に出場し、クラブ記録となる15ゴールを決めた。

### レバークーゼン
2011年夏にレバークーゼンに移り5年契約を結んだ。

### チェルシー
2013年6月13日にチェルシーFCに移籍が決定した。厳しいレギュラー争いの中なかなかレギュラー定着とまではいかないがコンスタントに出場を果たし、2014年3月1日のプレミアリーグ第28節フラムFC戦ではハットトリックを達成、勝利に貢献している。2015年2月に出場機会を求めてヴォルフスブルクに移籍したシュールレだが、チェルシーで過ごした日々について「僕のチェルシー行きは間違いなく失敗ではないよ。最初のシーズンはチャンスを生かして、貴重なゴールを決めたからね」とコメントした。また2014-15シーズンにチェルシーはプレミアリーグを優勝した事にモウリーニョ監督からシュールレにも優勝メダルをと、お祝いのメールを送っていたという。

### ヴォルフスブルク
2015年2月2日、 VfLヴォルフスブルクに完全移籍することを発表し、約1年半ぶりのブンデスリーガ復帰となった。契約期間は2019年までとなる。イギリス紙『デイリーメール』は推定移籍金2400万ポンド（約42億3000万円）が支払われたと報道している。

### ボルシア・ドルトムント
2016年7月22日、 ボルシア・ドルトムントに完全移籍することを発表した。2021年6月までの5年契約を締結した。
2018年7月25日、プレミアリーグ・フラムFCへ2シーズンのレンタル移籍が発表された。久々のプレミアリーグで24試合6ゴールを決めたものの、チームは19位に終わり、1年でEFLチャンピオンシップ (2部リーグ) に降格。
2019年7月31日、FCスパルタク・モスクワと1年間のローン移籍に合意した。このシーズンには13試合出場し1得点を挙げたが、買取オプションは行使されずドルトムントに返却された。2020年7月15日にドルトムントとの2021年までの契約を両者合意の上で解消した。
2日後の7月17日、自身のSNS上にて現役引退を表明した。

## 代表経歴
2010年11月のスウェーデンとの親善試合でドイツ代表として初出場を果たした。尚、同じくこの試合で初出場を果たしたマリオ・ゲッツェと共に東西ドイツ統合後に生まれた初の同国A代表選手となった。2011年5月29日のウルグアイ戦で代表初得点を挙げると、続く6月7日のUEFA EURO 2012予選のアゼルバイジャン戦、8月10日のブラジル戦、9月2日のオーストリア戦でも得点を挙げ、4試合連続ゴールを記録した。
2012年6月にはUEFA EURO 2012のメンバーに選ばれ、準々決勝のギリシャ戦を含む2試合に出場した。
2013年10月15日のワールドカップ予選、スウェーデン戦でハットトリックを達成した。
2014 FIFAワールドカップではグループリーグのガーナ戦を除く6試合に途中出場。決勝トーナメント1回戦のアルジェリア戦では延長前半に先制点を挙げ、準決勝のブラジル戦では後半に2得点を挙げた。7-1という歴史的大勝を収めた一戦について、「僕がピッチに入った時、すでに5-0だった。ブラジルの選手は疲れて、『もうプレーしたくない』という状態になっていたよ」と振り返った。ブラジルにはオスカルとウィリアン、ラミレスとチームメートが多数在籍していることもあり、「僕は仲間を抱きしめる必要があった」とコメント。「彼らは非常に悲しみ泣いていたよ。彼らには、新シーズンにチェルシーで僕達が何か大きなことをやると伝えたんだ。それでも、ああいった時は彼らは何も聞きたくなかった」と、仲間の心情を慮った。決勝戦では延長後半にマリオ・ゲッツェのゴールをアシストするなど、大会中には3つのアシストを決め、ドイツの東西統一後初となる優勝に貢献した。

## エピソード
- チェルシーに所属して2年が経った頃に、鶏肉を介してサルモネラ菌に感染し、それ以降鶏肉を食べられなくなったという。また復帰後のコンディション不良によってチェルシー退団を余儀なくされたとも語っている[14]。

## 個人成績
| クラブ                      | シーズン | リーグ | リーグ | カップ | カップ | リーグカップ | リーグカップ | UEFA | UEFA | その他 | その他 | 通算 | 通算 |
| クラブ                      | シーズン | 出場   | 得点   | 出場   | 得点   | 出場         | 得点         | 出場 | 得点 | 出場   | 得点   | 出場 | 得点 |
| --------------------------- | -------- | ------ | ------ | ------ | ------ | ------------ | ------------ | ---- | ---- | ------ | ------ | ---- | ---- |
| マインツ                    | 2009-10  | 33     | 5      | 1      | 0      | —            | —            | —    | —    | —      | —      | 34   | 5    |
| マインツ                    | 2010-11  | 33     | 15     | 1      | 0      | —            | —            | —    | —    | —      | —      | 34   | 15   |
| マインツ                    | 通算     | 66     | 20     | 2      | 0      | 0            | 0            | 0    | 0    | 0      | 0      | 68   | 20   |
| レバークーゼン              | 2011-12  | 31     | 7      | 1      | 1      | —            | —            | 8    | 1    | —      | —      | 40   | 9    |
| レバークーゼン              | 2012-13  | 34     | 11     | 3      | 1      | —            | —            | 6    | 2    | —      | —      | 43   | 14   |
| レバークーゼン              | 通算     | 65     | 18     | 4      | 2      | 0            | 0            | 14   | 3    | 0      | 0      | 83   | 23   |
| チェルシー                  | 2013-14  | 30     | 8      | 1      | 0      | 1            | 0            | 10   | 1    | 1      | 0      | 43   | 9    |
| チェルシー                  | 2014-15  | 14     | 3      | 1      | 0      | 3            | 1            | 4    | 1    | —      | —      | 22   | 5    |
| チェルシー                  | 通算     | 44     | 11     | 2      | 0      | 4            | 1            | 14   | 2    | 1      | 0      | 65   | 14   |
| ヴォルフスブルク            | 2014-15  | 14     | 1      | 4      | 0      | —            | —            | 4    | 0    | —      | —      | 22   | 1    |
| ヴォルフスブルク            | 2015-16  | 29     | 9      | 1      | 1      | —            | —            | 10   | 2    | 1      | 0      | 41   | 12   |
| ヴォルフスブルク            | 通算     | 43     | 10     | 5      | 1      | 0            | 0            | 14   | 2    | 1      | 0      | 63   | 13   |
| ボルシア・ドルトムント      | 2016-17  | 15     | 2      | 3      | 2      | —            | —            | 6    | 2    | 1      | 0      | 25   | 4    |
| ボルシア・ドルトムント      | 2017-18  | 18     | 1      | 3      | 0      | —            | —            | 5    | 2    | 0      | 0      | 26   | 3    |
| ボルシア・ドルトムント      | 通算     | 33     | 3      | 6      | 2      | —            | —            | 11   | 3    | 1      | 0      | 51   | 8    |
| フラム (loan)               | 2018-19  | 24     | 6      | 0      | 0      | 1            | 0            | —    | —    | —      | —      | 25   | 6    |
| スパルタク・モスクワ (loan) | 2019-20  | 13     | 1      | 1      | 0      | —            | —            | 4    | 1    | —      | —      | 18   | 2    |
| 総通算                      | 総通算   | 288    | 69     | 20     | 5      | 5            | 1            | 57   | 11   | 3      | 0      | 373  | 86   |

## 代表歴

### 出場大会
- ドイツ代表
  - 2012年 - UEFA EURO 2012（3位）
  - 2014年 - 2014 FIFAワールドカップ（優勝）
  - 2016年 - UEFA EURO 2016（ベスト4）

### 試合数
- 国際Aマッチ 57試合 22得点（2010年-2017年）[15]

| ドイツ代表 | 国際Aマッチ | 国際Aマッチ |
| 年         | 出場        | 得点        |
| ---------- | ----------- | ----------- |
| 2010       | 1           | 0           |
| 2011       | 10          | 5           |
| 2012       | 9           | 2           |
| 2013       | 10          | 4           |
| 2014       | 12          | 6           |
| 2015       | 7           | 3           |
| 2016       | 6           | 0           |
| 2017       | 2           | 2           |
| 通算       | 57          | 22          |

### 得点
| #  | 開催日         | 開催地                                                             | 対戦国           | スコア | 結果 | 大会                        |
| -- | -------------- | ------------------------------------------------------------------ | ---------------- | ------ | ---- | --------------------------- |
| 1  | 2011年5月29日  | ジンスハイム、ライン・ネッカー・アレーナ                           | ウルグアイ       | 2–0    | 2–1  | 親善試合                    |
| 2  | 2011年6月7日   | バクー、トフィク・バフラモフ・スタジアム                           | アゼルバイジャン | 1–3    | 1–3  | UEFA EURO 2012予選          |
| 3  | 2011年8月10日  | シュトゥットガルト、メルセデス・ベンツ・アレーナ                   | ブラジル         | 3–1    | 3–2  | 親善試合                    |
| 4  | 2011年9月2日   | ゲルゼンキルヒェン、フェルティンス・アレーナ                       | オーストリア     | 5–2    | 6–2  | UEFA EURO 2012予選          |
| 5  | 2011年10月11日 | デュッセルドルフ、エスプリ・アレーナ                               | ベルギー         | 2–0    | 3–1  | UEFA EURO 2012予選          |
| 6  | 2012年5月26日  | バーゼル、ザンクト・ヤコブ・パルク                                 | スイス           | 3–2    | 5–3  | 親善試合                    |
| 7  | 2012年5月31日  | ライプツィヒ、ツェントラール・シュタディオン                       | イスラエル       | 2–0    | 2–0  | 親善試合                    |
| 8  | 2013年10月11日 | ケルン、ラインエネルギーシュタディオン                             | アイルランド     | 2–0    | 3–0  | 2014 FIFAワールドカップ予選 |
| 9  | 2013年10月15日 | ソルナ、フレンズ・アレーナ                                         | スウェーデン     | 2–3    | 3–5  | 2014 FIFAワールドカップ予選 |
| 10 | 2013年10月15日 | ソルナ、フレンズ・アレーナ                                         | スウェーデン     | 2–4    | 3–5  | 2014 FIFAワールドカップ予選 |
| 11 | 2013年10月15日 | ソルナ、フレンズ・アレーナ                                         | スウェーデン     | 3–5    | 3–5  | 2014 FIFAワールドカップ予選 |
| 12 | 2014年6月1日   | メンヒェングラートバッハ、シュタディオン・イム・ボルシア・パルク   | カメルーン       | 2–1    | 2–2  | 親善試合                    |
| 13 | 2014年6月6日   | マインツ、コファス・アレーナ                                       | アルメニア       | 1–0    | 6–1  | 親善試合                    |
| 14 | 2014年6月30日  | ポルト・アレグレ、エスタジオ・ベイラ＝リオ                         | アルジェリア     | 1–0    | 2–1  | 2014 FIFAワールドカップ     |
| 15 | 2014年7月8日   | ベロオリゾンテ、エスタジオ・ゴベルナドール・マガリャンイス・ピント | ブラジル         | 0–6    | 1–7  | 2014 FIFAワールドカップ     |
| 16 | 2014年7月8日   | ベロオリゾンテ、エスタジオ・ゴベルナドール・マガリャンイス・ピント | ブラジル         | 0–7    | 1–7  | 2014 FIFAワールドカップ     |
| 17 | 2014年9月3日   | デュッセルドルフ、エスプリ・アレーナ                               | アルゼンチン     | 1–4    | 1–4  | 親善試合                    |
| 18 | 2015年6月13日  | ファロ、エスタディオ・アルガルヴェ                                 | ジブラルタル     | 0–1    | 0–7  | UEFA EURO 2016予選          |
| 19 | 2015年6月13日  | ファロ、エスタディオ・アルガルヴェ                                 | ジブラルタル     | 0–5    | 0–7  | UEFA EURO 2016予選          |
| 20 | 2015年6月13日  | ファロ、エスタディオ・アルガルヴェ                                 | ジブラルタル     | 0–6    | 0–7  | UEFA EURO 2016予選          |
| 21 | 2017年3月27日  | バクー、トフィク・バフラモフ・スタジアム                           | アゼルバイジャン | 0–1    | 1–4  | 2018 FIFAワールドカップ予選 |
| 22 | 2017年3月27日  | バクー、トフィク・バフラモフ・スタジアム                           | アゼルバイジャン | 1–4    | 1–4  | 2018 FIFAワールドカップ予選 |

## タイトル

### クラブ
チェルシーFC
- プレミアリーグ：1回 (2014-15[16])

VfLヴォルフスブルク
- DFBポカール：1回 (2014-15)
- DFLスーパーカップ：1回 (2015)

ボルシア・ドルトムント
- DFBポカール：1回 (2016-17)

### 代表
ドイツ代表
- FIFAワールドカップ：1回 (2014)

### 個人
- フリッツ・ヴァルター・メダル U-19部門（2008年）